# San Sebastián del Salitre
San Sebastián del Salitre es una localidad del estado mexicano de Guanajuato. Es parte del municipio de San José Iturbide.

## Toponimia
El nombre «San Sebastián» hace referencia al santo patrono de la localidad: Sebastián de Milán.

## Demografía
| Gráfica de evolución demográfica |
|                                  |

| Censo | Población |
| ----- | --------- |
| 1910  | 236       |
| 1921  | 116       |
| 1930  | 133       |
| 1940  | 228       |
| 1950  | 277       |
| 1960  | 333       |
| 1970  | 401       |
| 1980  | 250       |
| 1990  | 1 148     |
| 2000  | 1 592     |
| 2010  | 1 863     |
| 2020  | 2 212     |